# بازداشتگاه ۲۰۹
بازداشتگاه ۲۰۹ یک بازداشتگاه در تهران و تحت نظارت وزارت اطلاعات جمهوری اسلامی ایران است. این بازداشتگاه کنار بازداشتگاه اوین در منطقه اوین تهران مستقر است یکی از مسئولان پیشین این بازداشتگاه کاظم کاظمی بوده است.

## تاریخچه
بازداشتگاه ۲۰۹ در سال ۱۳۶۰ زمانی که سازمان مجاهدین خلق ایران آغاز مبارزۀ مسلحانه علیه نظام جمهوری اسلامی ایران را اعلام کرد، توسط برخی از اعضای سازمان مجاهدین انقلاب اسلامی تأسیس شد. بنیانگذاران این بند از اعضای پیشین مجاهدین خلق بودند که در انشعابات مختلف از این سازمان جدا شده و به طرفداری از جمهوری اسلامی می‌پرداختند. این افراد روش‌های فعالیت و روابط تشکیلاتی مجاهدین خلق آشنایی داشتند و به همین دلیل در همکاری با اطلاعات سپاه در زندان اوین مستقر شدند تا با سازمان مجاهدین خلق مقابله کنند. این تشکیلات خود را ۲۰۹ نامید که شماره تلفن داخلی بند بود. این بند ۱۰ راهرو و هر راهرو ۹ سلول انفرادی داشت. زندانیان مجاهدین خلق قبل از انتقال به بند عمومی در این بند بازجویی می‌شدند. بازداشتگاه ۲۰۹ به لحاظ ساختار اداری بخشی از اطلاعات سپاه بود، اما مستقیماً زیر نظر دفتر رهبری فعالیت می‌کرد و استقلال نسبی داشت. با تشکیل وزارت اطلاعات در سال ۱۳۶۳ بند ۲۰۹ نیز در اختیار این وزارتخانه قرار گرفت.